# 林微梅
林微梅（？—2001年），臺灣東海大學學生，業餘登山家，2001年在南湖大山遭遇山難身亡。

## 生平
東海大學國際經營與貿易學系三年級學生，東海登山社前社長。
生前熱愛登山，積極向校方爭取興建攀岩場。2001年7月2日與山社安排至南湖大山畢業登山，7月3日抵達審馬陣山屋時透過收音機得知颱風侵襲，在陸上颱風警報期間，全隊就地在山屋避難直至7月7日天氣好轉之後才下山。在710林道接近思源啞口前，有約5公尺長度的路徑遭有勝溪溪水掩蓋不易分辨，隊員架設安全確保系統以渡溪，擔任嚮導的林微梅於涉溪時滑倒掉入溪中，被埋在溪床中的巨大取水涵管吸入，經隊員全力搶救無效，力竭被沖走。經搜救人員於距涵管下游約50公尺處尋獲已無呼吸心跳。
710林道的鐵柵欄跨進不遠處的步道旁有設立一座「林微梅紀念碑」以資悼念，並提醒來訪山友注意登山安全。
身後雙親捐出5萬元喪葬費拋磚引玉協助攀岩場籌建，東大附中、東大附小與民間企業國泰人壽也加入推動行列。攀岩場於2004年落成，為了紀念發起人而命名為「微梅攀岩場」，高14公尺，為當時全國最高室外岩場，同年舉辦總統盃攀岩國手選拔巡迴賽。